# Point de vie
 (mai 2020).
Si vous disposez d'ouvrages ou d'articles de référence ou si vous connaissez des sites web de qualité traitant du thème abordé ici, merci de compléter l'article en donnant les références utiles à sa vérifiabilité et en les liant à la section « Notes et références ».

Dans cet exemple, le joueur possède 39 points de vie sur un maximum de 100.
Les points de vie sont affichés textuellement (chiffres) et graphiquement (dans une « barre de vie »).

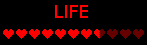
Icônes en forme de cœur indiquant le montant de points de vie restant à un personnage dans un jeu vidéo.

Un point de vie (souvent abrégé en PV ou PdV ; en anglais HP pour « Health points » ou « Hit Points », litt. « points de santé » ou « points de coups ») ou aussi point d'endurance est un paramètre utilisé dans les jeux de rôles, livres-jeux et jeux vidéo servant à déterminer l'état de santé d'un personnage ou d'une entité, et donc de savoir si celui-ci est « mort » ou « vivant ».
Dans les systèmes de jeu, qu'ils soient de rôle ou informatiques, les « points de vie » constituent un capital représentant la vitalité d'un personnage, qui peut être entamé plus ou moins vite en fonction des barèmes utilisés par ces systèmes (dégâts des armes, protection de la cible, etc.). Une fois ce capital épuisé, l'entité est considérée comme morte ou détruite. À cet instant, certains jeux considèrent la partie terminée et proposent de recommencer l'étape, mais peuvent aussi proposer de charger une sauvegarde.

## Historique
Le co-créateur du jeu de rôle Dungeons & Dragons, Dave Arneson, a décrit l'origine des points de vie dans une interview de 2002.
Quand Arneson adapta le jeu de guerre médiéval Chainmail (1971) à un décor fantastique — un processus qui, avec Gary Gygax, conduira à la création de Dungeons & Dragons —, il a vu que l'emphase du gameplay du jeu passait des grandes armées aux petits groupes de héros, et finalement à l'identification d'un joueur et d'un personnage unique, ce qui est essentiel au jeu de rôle tel qu'il a été conçu à l'origine. Les joueurs s'attachaient à leurs personnages et ne voulaient pas qu'ils meurent à chaque fois qu'ils rataient un jet de dé. Les personnages des joueurs ont ainsi reçu plusieurs points de vie (hit points, ou « points de coups »), qui diminuaient progressivement à mesure qu'ils subissaient des dégâts.
Arneson prit ce concept, avec celui de la « classe d'armure », d'un ensemble de règles d'un jeu naval américain de la Guerre civile.

## Fonctionnement

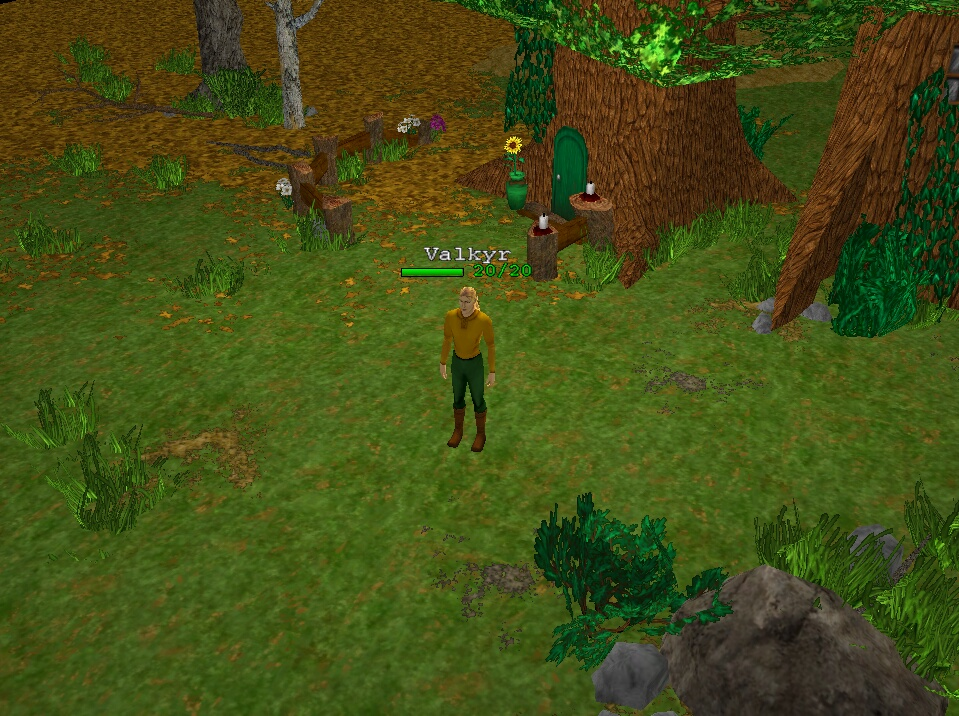
Dans les jeux de type MMORPG (ici Eternal Lands), les points de vie sont généralement précisés au-dessus des personnages.

### Principe
Au-delà du principe général, le fonctionnement exact des « points de vie » dépend du système de jeu auquel on se réfère.
Dans le jeu de rôle, par exemple, il faut parfois être à -10 pv pour que le personnage meure réellement (Donjons et Dragons), ou encore à -3 pv (L'Appel de Cthulhu). Dans ces jeux, tomber à 0 pv signifie que le personnage va s'évanouir au lieu de mourir.
Ces variantes sont surtout visibles au niveau du jeu de rôle où les joueurs ont besoin de connaître ce nombre, alors que ce paramètre peut être parfaitement invisible ou imprécis dans un jeu vidéo, ces derniers utilisant généralement un système de une « barre de vie » plutôt que des valeurs chiffrées,.
Le système de PV est une abstraction inventée pour faciliter et rendre précise la résolution des combats. Dans la réalité, les paramètres faisant passer de vie à trépas sont régis par un nombre très élevés de facteurs qui s'articulent dans un système très complexe, ce qui en termes de programmation ou de système de jeu n'est pas envisageable.[réf. souhaitée]
Ainsi, il est beaucoup plus simple de dire qu'une unité possédant 6 pv est morte de deux coups d'épée qui infligent chacun 3 points de blessures, que de dire que l'unité est morte car le coup de l'épée a « tranché une artère indispensable dans les fonctions vitales de l'individu », puis de simuler toutes les conséquences au niveau organique qui aboutissent à cette mort.[réf. souhaitée]
En fonction du degré de réalisme souhaité des systèmes de jeu, le personnage peut souffrir ou non de pénalités dans ses actions lorsqu'il est blessé, c'est-à-dire que son capital de points est entamé mais pas entièrement consommé.[réf. souhaitée]

### Principes équivalents
Le principe de « points de vie » n'est qu'une des méthodes existantes pour gérer les dégâts dans un système de jeu.
Il existe ainsi des jeux de stratégie informatiques et des systèmes de jeu de rôle qui utilisent une fonction aléatoire, éventuellement pondérée par un facteur de dégât et de résistance. Dans d'autres jeux, le personnage meurt à la suite de n'importe quelle attaque (en termes de PV, il n'en posséderait qu'un), comme dans Pacman ou encore l'Odyssée d'Abe.[réf. souhaitée]C'est aussi le cas de certains jeux de plates-formes et notamment de runners comme le jeu hors-connexion du petit dinosaure.

## Dé de vie
Dans le jeu de rôle sur table Donjon & Dragons (D&D et AD&D), mais aussi dans certains jeux de rôles informatiques, la notion de « dé de vie » (en anglais « hit dice » pour « dé de coups ») indique qu'un personnage (joueur ou monstre) possède un nombre de points de vie calculés selon le nombre de dés de vie dont il dispose.
Ainsi, une petite créature (pixie, gobelin, rat) dispose généralement d'un seul (ou de moins d’un) dé de vie, tandis qu'un monstre imposant (dragon, géant, démon, liche, etc.) dispose de nombreux dés de vie (avec parfois des points de vie additionnels) pour calculer ses points de vie finaux.[réf. souhaitée]
Dans AD&D et d'autres jeux de rôle similaires, les dés de vie des monstres sont habituellement des d8 (dé à huit faces). Les dés de vie des personnages-joueurs dépendent par contre de leur classe (habituellement d4 pour la classe des Magiciens, d6 pour les Voleurs, d8 pour les Prêtres ou Rangers, d10 pour les Guerriers et Paladins, voire d12 pour les Barbares, etc.)
En montant de niveaux (en puissance), les personnages gagnent généralement des dés de vie (ou seulement des points de vie) supplémentaires, et donc disposent d'un nombre de points de vie maximum améliorés,.